# Мамутов, Руслан Алимович
Русла́н Али́мович Ма́мутов (укр. Руслан Алімович Мамутов; 19 августа 1993, Раздольное, Республика Крым — 10 января 2022, Симферополь) — украинский и российский футболист, полузащитник.

## Биография
Воспитанник академии донецкого «Олимпика». Тренер — Р. Г. Уманец. В 2008 году продолжил обучение в школе соседнего «Металлурга». После выпуска был зачислен в дубль «металлургов».
Первый матч в основном составе сыграл в рамках 1/16 финала Кубка Украины против киевского «Динамо». 6 октября 2013 года в матче против тех же «динамовцев» дебютировал в Премьер-лиге.
Летом 2014 года Мамутов вместе с партнёрами по «Металлургу» Никитой Полюляхом и Ясином Хамидом был отдан в аренду в клуб первой лиги «Сталь» (Алчевск). Начинал сезон полузащитник со скамейки запасных, получая шанс усилить игру команды по её ходу. Со временем благодаря травмам партнёров и собственной старательности практически, стал в команде Вадима Плотникова игроком основного состава. Спустя полгода «Сталь» из-за финансовых трудностей была вынуждена сняться с первенства первой лиги. Ввиду сложившейся ситуации Мамутов вместе с другими арендованными игроками вернулся в «Металлург».
Умер 10 января 2022 года, похоронен 12 января 2022 году в пгт Раздольное рядом с дедом Орловым Алексеем Кирилловичем.